# العلاقات البولندية الصربية
العلاقات البولندية الصربية هي العلاقات الخارجية بين بولندا وصربيا. تواصلت العلاقات الدبلوماسية منذ أن أنشأت بولندا ومملكة يوغوسلافيا هذه العلاقات في عام 1919.

## العصور الوسطى
كانت للملكة يادويغا ملكة بولندا (حكمت منذ عام 1384 إلى 1399) أصولًا صربية من الملك ستيفان دراغوتين (حكم منذ 1276 إلى 1282) الذي ينتمي لسلالة نيمانيتش. في عام 1415، وردت الإشارة إلى عازفي الكمان الصربيين (الغسلرز) في بلاط الملك البولندي يوغيلا (حكم منذ عام 1389 إلى 1434).
سقط الفارس البولندي زاويزا كزارني، الذي انضم إلى حرب الملك البوهيمي سيغيسموند ضد العثمانيين، في قلعة غولوباك في صربيا الشرقية عام 1428، وهناك لوحة تذكارية على القلعة تكريمًا له (لوحة Česma Zaviše Crnog). قاد القائد المجري يوحنا هونياد حملة طويلة ضد العثمانيين في الفترة 1443-1444، رافقه فيها الملك البولندي فلاديسلاف الثالث، والطاغوت الصربي شوراش برانكوفيتش، والشايان فويفود فلاد الثاني دراكول، وكتيبة بولندية. تقدموا في جميع أنحاء صربيا وهزموا العثمانيين.
نشأ الهاساريون البولنديون (سلاح الفرسان) في وحدات مرتزقة من المحاربين الصرب المنفيين، وقد نشأ هذا المفهوم في صربيا في أواخر القرن الرابع عشر. يعود أقدم ذكر للهاساريين في الوثائق البولندية إلى سنة 1500، على الرغم من أنهم كانوا على الأرجح في الخدمة قبل ذلك.

## التاريخ الحديث

### القرن التاسع عشر
بعد انتفاضة نوفمبر (1830-1831)، فر الثوار البولنديون إلى إمارة صربيا. اتصل القائد الصربي، السياسي فيما بعد، إيليا غاراشانين (1812-1874) بهؤلاء المهاجرين البولنديين. كان البولندي آدم ييرزي تشارتوريسكي هو الذي بدأ مشروع ناسرتاني (سلف صربيا الكبرى).
كان الشاعر البولندي الكبير آدم ميتسكيفيتش (1789-1855) يثمن الشعر الملحمي الصربي، واختاره كموضوع محاضرات في كوليج دو فرانس.
كان الصرب والبولنديون جزءًا من منظمات السوكول السلافية الجامعة، إلى جانب أمم سلافية أخرى.

### الحرب العالمية الأولى
في مارس 1914، نزلت قوات الحلفاء الصربية والفرنسية والبولندية واليونانية في أوديسا. في أوائل خريف سنة 1918، ذكر أحد رواة الحلفاء أن ضابطًا فرنسيًا جنّد صربيين وبولنديين في منطقة من الأورال إلى الفولغا. في عام 1918، كان الصرب والبولنديون مع الصينيين جزءًا من «فيلق الضباط»، وهي وحدة تابعة للقنصل الروسي في هاربن.

### الحرب العالمية الثانية
كان الصرب والبولنديون من أهم الضحايا السلافيين لجرائم الحرب النازية في أوروبا. اعتبر النازيون جميع البولنديين والصرب أونترمينش، أي أنهم من «البشر الأدنى». لقي العديد من البولنديين والصرب الإثنيين حتفهم في معسكرات الاعتقال أو أثناء معارك حرب العصابات الانتقامية. انضم البولنديون إلى بارتيزان يوغوسلاف في بداية الحرب. غالبًا ما جرت مقارنة بارتيزان يوغوسلاف بالدولة البولندية السرية وحركة المقاومة البولندية التي كانت أكبر حركة حرب عصابات مناهضة للنازية في أوروبا بأكملها.
في جبال صِربيا في السنوات 1942 -1943 ، كانت هنالك ثلاث سرايا بولندية ملحقة بفيلق تشيتنيك. نُشر كتاب قواعد حرب تشيتنيك في البداية باللغة البولندية، ثم تُرجم إلى الصربية.
في 1 يونيو 1944، أنشأ البريطانيون قوة جوية بلقانية. كان معظم الطائرات بريطانية، ولكن أيضًا كانت هناك طائرات إيطالية، وسرب يوغوسلافي، وسرب بولندي.

## مقارنة بين البلدين
هذه مقارنة عامة ومرجعية للدولتين:
| وجه المقارنة                                              | بولندا                                                                             | صربيا                                                      |
| --------------------------------------------------------- | ---------------------------------------------------------------------------------- | ---------------------------------------------------------- |
| المساحة (كم2)                                             | 312.68 ألف                                                                         | 88.36 ألف                                                  |
| عدد السكان (نسمة)                                         | 38.43 مليون                                                                        | 7.02 مليون                                                 |
| الكثافة السكانية (ن./كم²)                                 | 122.91                                                                             | 79.45                                                      |
| العاصمة                                                   | وارسو                                                                              | بلغراد                                                     |
| اللغة الرسمية                                             | اللغة البولندية                                                                    | اللغة الصربية                                              |
| العملة                                                    | زلوتي بولندي                                                                       | دينار صربي                                                 |
| الناتج المحلي الإجمالي (بليون دولار)                      | 524.51 مليار                                                                       | 41.43 مليار                                                |
| الناتج المحلي الإجمالي (تعادل القوة الشرائية) بليون دولار | 1.02 تريليون                                                                       | 100.13 مليار                                               |
| الناتج المحلي الإجمالي الاسمي للفرد دولار أمريكي          | 12.55 ألف                                                                          | 5.24 ألف                                                   |
| الناتج المحلي الإجمالي للفرد دولار أمريكي                 | 26.14 ألف                                                                          | 13.59 ألف                                                  |
| مؤشر التنمية البشرية                                      | 0.843                                                                              | 0.771                                                      |
| رمز المكالمات الدولي                                      | +48                                                                                | +381                                                       |
| رمز الإنترنت                                              | .pl                                                                                | .rs، .срб ‏                                                 |
| المنطقة الزمنية                                           | توقيت وسط أوروبا، ت ع م+01:00، ت ع م+02:00، أوروبا/وارسو ‏، توقيت وسط أوروبا الصيفي | توقيت وسط أوروبا، ت ع م+01:00، ت ع م+02:00، أوروبا/بلغراد ‏ |

## مدن متوأمة
في ما يلي قائمة باتفاقيات التوأمة بين مدن بولندية وصربية:
- ترتبط جلونا غورا مع كرالييفو باتفاقية توأمة منذ 1975.
- ترتبط بوتسك مع لوزنيتسا باتفاقية توأمة منذ 1972.
- ترتبط لوبيز مع غوتشا باتفاقية توأمة.
- ترتبط بوزنان مع ليسكوفاتس باتفاقية توأمة منذ 1979.
- ترتبط نوفي سونتس مع فرانيي باتفاقية توأمة منذ 21 مايو 2005.
- ترتبط بييلسكو-بياوا مع كراغوييفاتس باتفاقية توأمة منذ 1998.
- ترتبط لوبلين مع نوفي ساد باتفاقية توأمة منذ 11 سبتمبر 1999.[24][24]
- ترتبط كراكوف مع نيش باتفاقية توأمة منذ 6 ديسمبر 1991.[25][25][25][25]

## منظمات دولية مشتركة
يشترك البلدان في عضوية مجموعة من المنظمات الدولية، منها:
| علم المنظمة | اسم المنظمة                             | تاريخ انضمام بولندا | تاريخ انضمام صربيا |
| ----------- | --------------------------------------- | ------------------- | ------------------ |
|             | وكالة ضمان الاستثمار متعدد الأطراف      | 29 يونيو 1990       | 19 مارس 1993       |
|             | الأمم المتحدة                           | 24 أكتوبر 1945      | 1 نوفمبر 2000      |
|             | الفريق المعني برصد الأرض                | ?                   | ?                  |
|             | منظمة حظر الأسلحة الكيميائية            | ?                   | ?                  |
|             | منظمة الشرطة الجنائية الدولية           | ?                   | ?                  |
|             | منظمة الأمن والتعاون في أوروبا          | 25 يونيو 1973       | 3 يونيو 2006       |
|             | مؤسسة التنمية الدولية                   | 28 أكتوبر 1960      | 25 فبراير 1993     |
|             | يونسكو                                  | 6 نوفمبر 1946       | 20 ديسمبر 2000     |
|             | مجلس أوروبا                             | 26 نوفمبر 1991      | 3 أبريل 2003       |
|             | الاتحاد البريدي العالمي                 | 1 مايو 1919         | ?                  |
|             | البنك الدولي للإنشاء والتعمير           | 27 يونيو 1986       | 25 فبراير 1993     |
|             | المنظمة الهيدروغرافية الدولية           | ?                   | ?                  |
|             | الاتحاد الدولي للاتصالات                | 1921                | 1 يونيو 2001       |
|             | مؤسسة التمويل الدولية                   | 29 ديسمبر 1987      | 25 فبراير 1993     |
|             | المنظمة الأوروبية لسلامة الملاحة الجوية | 2004                | 2005               |
|             | مجموعة الموردين النوويين                | ?                   | ?                  |

## وصلات خارجية
- موقع وزارة الخارجية البولندية
- موقع وزارة الخارجية الصربية